# Ferrari 328
Ferrari 328 GTB і GTS (Type F106) — наступник Ferrari 308 GTB і GTS, значною мірою оновлена 308 GTB і GTS відповідно, невеликі зміни були внесені в стиль кузова та двигун, у тому числі збільшився об'ємом двигуна до 3,2 л (3185 см3). Всього були випущені 7400 шт. Ferrari 328, на той час модель була замінена на нову Ferrari 348 в 1989 році, в результаті чого всього за 308/328 покоління розійшлося тиражем майже 20000 автомобілів. Ferrari 328 GTB і GTS на думку деяких любителів Ferrari є одним із найнадійніших Феррарі, на відміну від деяких моделей, в більшості двигунів обслуговування може бути виконана без зняття двигуна з автомобіля.

## Загальні характеристики

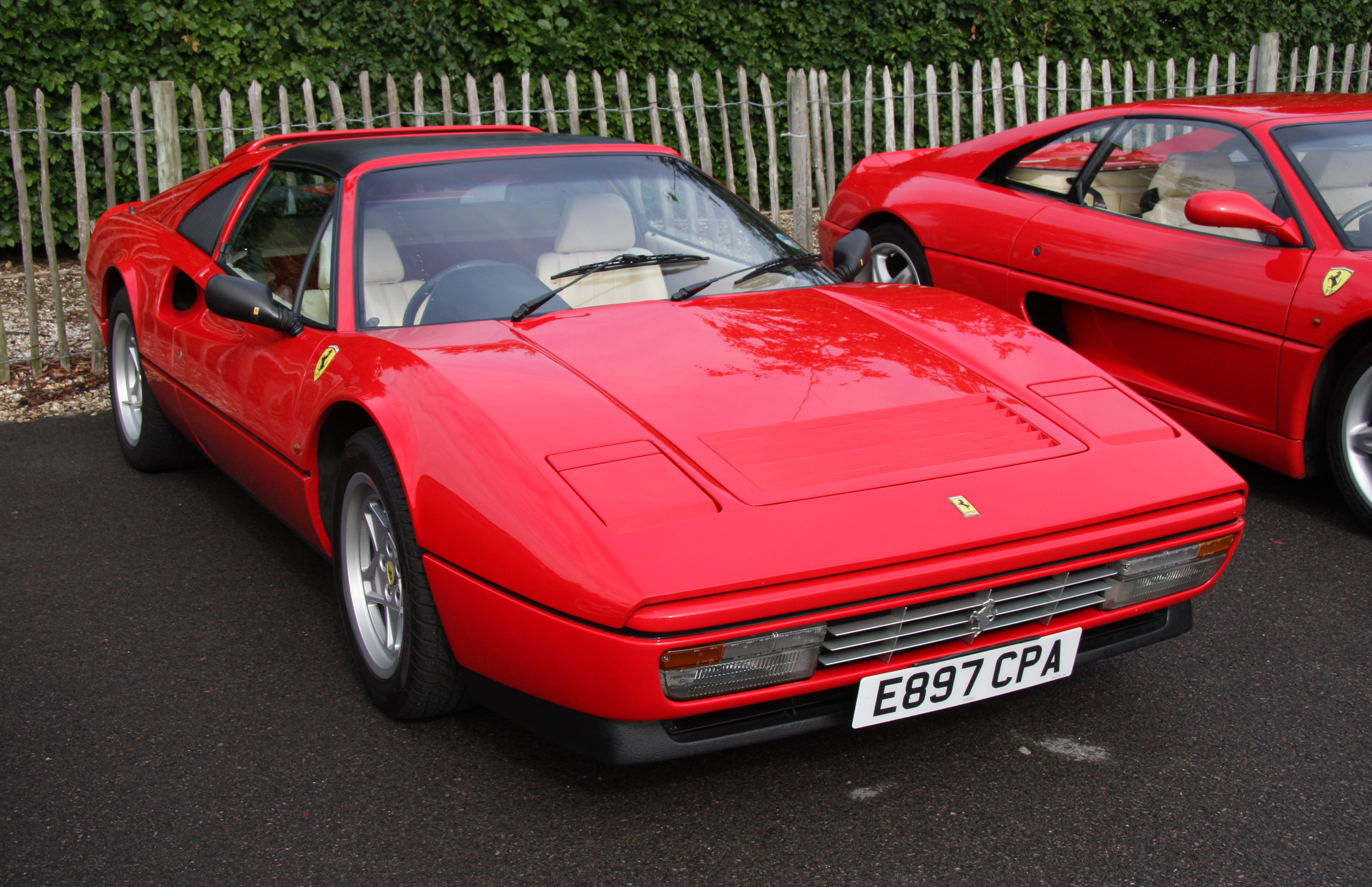
Ferrari 328 GTS

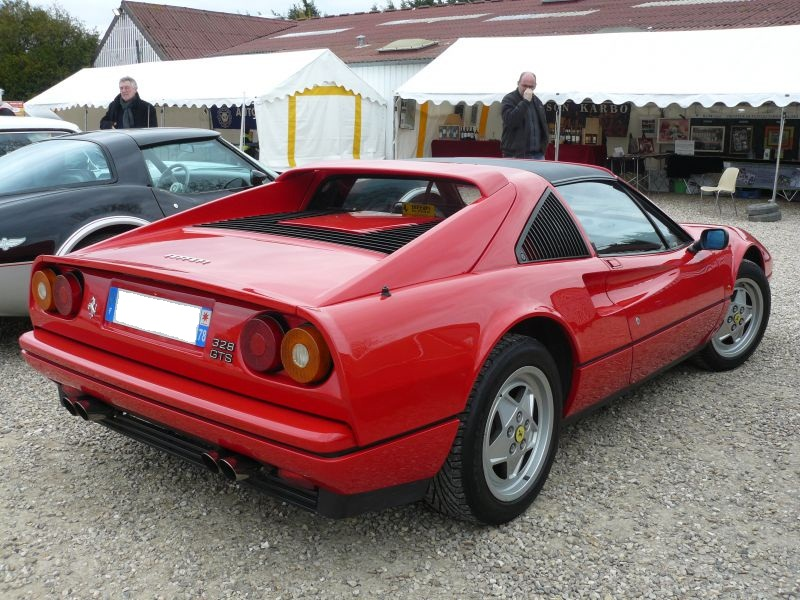
Ferrari 328 GTS

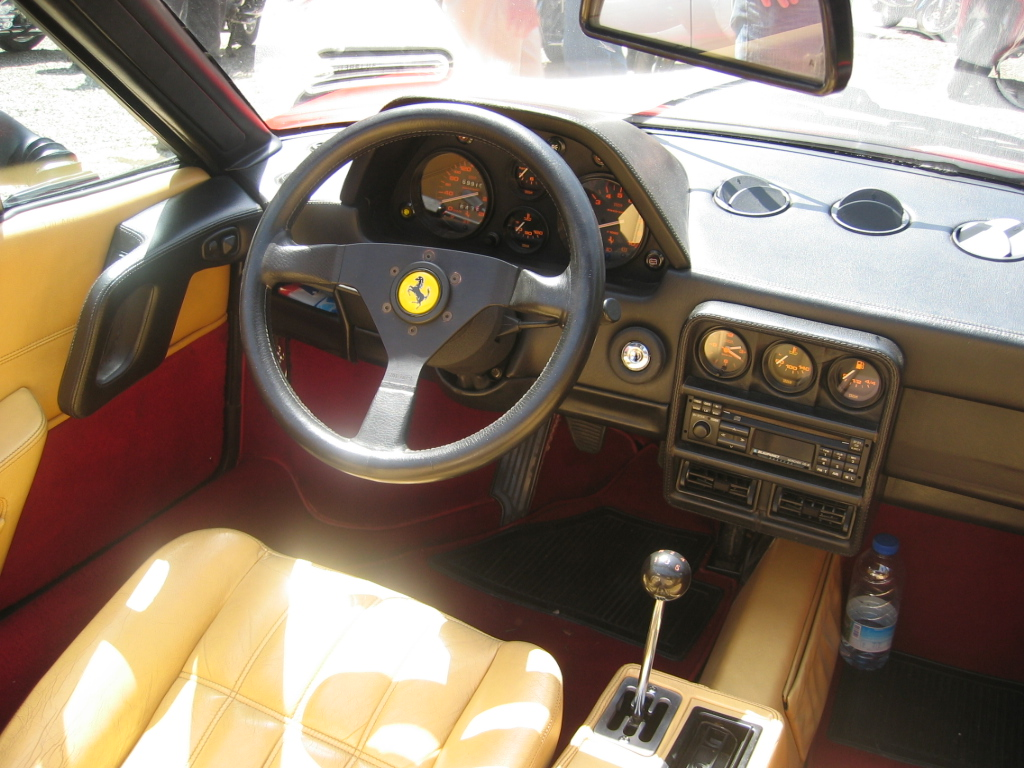

Ferrari 328 використовує 3,2-літровий двигун V8 з 4 клапанами на циліндр потужністю 270 к.с. (201 кВт) і 313 Нм) крутного моменту. Його максимальна швидкість становить 267 км/год і досягає 97 км/год за 5,5 секунди і 160 км/год за 13,0 секунди. Шасі має передні та задні незалежні підвіски, подвійні поперечні важелі з пружинами, телескопічними амортизаторами, а також стабілізатори поперечної стійкості. Рульове управління рейкового типу, 5-ступінчасту механічну коробку передач.
Розгін -

Для 328 GTB

0-100 км/год 5,5 секунди

Максимальна швидкість 267 км/год

Для 328 GTS

0-100 км/год за 5,9 секунди

Максимальна швидкість 262 км/год